# Carolina Zaragoza Flores
Carolina Zaragoza Flores (Taxco, Guerrero, 25 de agosto de 1958) es una diplomática mexicana. Carolina Zaragoza Flores, quien fungió recientemente como directora general de Servicios Consulares, será designada a la embajada de México en Irlanda, se indica en el comunicado de la Secretaría de Relaciones Exteriores publicado el 17 de enero de 2022.
Desde el 3 de marzo de 2015 se desempeña como Cónsul General de México en Laredo, Texas, Estados Unidos de América.

## Biografía

### Educación
Es Licenciada en Relaciones Internacionales por la entonces Escuela Nacional de Estudios Profesionales Acatlán (ENEP-Acatlán) de la Universidad Nacional Autónoma de México y Maestra en Ciencias Políticas por parte de la Universidad de San Luis. Realizó diplomados sobre Política Internacional en el Instituto Matías Romero; así como diplomados en Protección y Asuntos Consulares; Asuntos Comunitarios, Gobierno Electrónico y taller de habilidades administrativas por el Tecnológico de Monterrey, Universidad Virtual. 

### Carrera diplomática
Ingresó al Servicio Exterior Mexicano el 16 de mayo de 1982 como Tercer Secretario y en el año 2012 ascendió al rango de ministro. En abril de 2017 fue nombrada Embajadora por el presidente Enrique Peña Nieto. En  1997 se desempeñó como Subdirectora de Políticas de Protección, en donde colaboró con el tema de protección de los intereses de los mexicanos en el exterior, y apoyó en el diseño e implementación del nuevo andamiaje en materia migratoria. En 1998 fue nombrada Directora de Protección de la Dirección General de Protección y Asuntos Consulares.
Fue la encargada de Protección en el Consulado de México en Saint Louis (1982-1991); se ha desempeñado como Cónsul Alterno en el Consulado México en Sacramento (1991-1997); Titular del Consulado de México en Raleigh (2000-2002); General de México en Houston (2002-2008).
Fue Cónsul General de México en San Luis Estados Unidos de América del año 2008 al 2015 como encargada del departamento de Protección en donde instrumentó programas de apoyo en favor de los migrantes mexicanos, a través de “clínicas legales” de atención. 
El 3 de marzo de 2015 fue nombrada Cónsul General de México en Laredo, Texas. Ha asistido a diversos programas de televisión para hablar sobre las actividades que se realizan en el consulado ha explicado sobre el tema de las políticas migratorias implementadas en Estados Unidos. estableció programas de asistencia a la comunidad mexicana de escasos recursos, contribuyó a que los connacionales regularizaran su situación migratoria.
Incremento la presencia consular en los centros de detención, en la cárcel y en diferentes puntos para que se respeten los derechos de los mexicanos, Además el personal de protección acude todos los días a la Corte Federal para vigilar que se respeten los derechos de los migrantes originarios de México. Se les ofrecen pláticas para que conozcan sus derechos, y tengan un plan con quién dejar a sus hijos en una situación de emergencia y cómo deben cuidar sus bienes.
Implemento una serie de talleres informativos para que la comunidad migrante conozca sobre diferentes servicios a los que pueden acceder ya sea para adquirir la ciudadanía si son residentes legales o para tener un plan de emergencia si son deportados.

## Reconocimientos
Recibió las llaves de las Ciudades de Sacramento en California y de Willmington, Carolina del Norte.
En noviembre de 2000 recibió un certificado de reconocimiento de la embajadora Rosario Green en la Secretaría de Relaciones Exteriores, por su labor en favor de la protección de los mexicanos en el exterior.

## Publicaciones
“Actividades de un Canciller de Protección”, Revista PROA de la Asociación del Servicio Exterior Mexicano México, 1984.